# Metagyndes innata
Metagyndes innata is een hooiwagen uit de familie Gonyleptidae.